# Svetko Martelanc (mlajši)
Svetko Martelanc, slovenski gradbenik in javni delavec, * 1. december 1886, Barkovlje, † 31. januar 1921, Barkovlje.

## Življenje in delo
Rodil se je v družini gradbenika Svetka in gospodinje Terezije Martelanc. Po šolah doma in v Trstu je v Pragi na visoki tehniški šoli študiral gradbeništvo, zaradi bolezni pa študija ni končal. Kasneje je v Trstu napravil izpit za pooblaščenega graditelja in postal tehnični vodja gradbenega podjetja Ivan Martelanc & drugi v katerem je bil oče solastnik. Bil je dober statik in je za podjetje zasnoval in izpeljal gradnjo nekaj zelo zahtevnih železobetonskih zgradb: hangar za hidroplane pri Sv. Soboti v Trstu z vratno odprtino 28 metrov; električno transformatorsko postajo v prosti luki pri železniškem mostu preko Miramarske ceste in več drugih zgradb. Bil je blagajnik Obrtniškega društva v Barkovljah pri Sv. Jerneju V rojstnem kraju pa se je posvetil tudi kulturi: bil je član pevskega zbora Adrija, ustanovil je podružnico Glasbene matice ter bil organizator in načelnik društva Sokol. Ko so fašisti požgali Narodni dom je skušal obnoviti požgano stavbo. Umrl je za posledicami epileptičnega napada star 35 let.